# Ośrodek Nauki PAN w Poznaniu
Ośrodek Nauki PAN w Poznaniu – jedna z jednostek w strukturze Instytutu Chemii Bioorganicznej PAN Budynek Ośrodka znajduje się w centrum miasta przy ul. Wieniawskiego 17/19, koło Parku Wieniawskiego. 

## Architektura
Autorami projektu budynku byli Zygmunt Skupniewicz i Zygmunt Lutomski. Ośrodek zlokalizowany w północnej części tzw. Ringu Stuebbena został oddany do użytku w 1993 i jest jednym z ostatnich budynków dopełniających to założenie urbanistyczne. Bryła budynku o wyrazistej późnomodernistycznej formie dzieli się na pięć części o rozmaitej wysokości i funkcji, dzięki czemu mimo dużej kubatury ośrodek wpisuje się w skalę okolicznej zabudowy. Poza siedzibami instytucji PAN mieści tam się również centrum konferencyjne oraz pokoje gościnne. Obiekt wybudowano na pustej działce na której znajdował się kiedyś dawny szpital żydowski. 
Budynek uzyskał nagrodę Budowa Roku 1993, a także dyplom izby projektowania budowlanego. Autorzy projektu zostali natomiast uhonorowani nagrodą ministra Gospodarki Przestrzennej i Budownictwa.
Obiekt zbudowano jako antidotum na fatalne warunki lokalowe siedziby Oddziału Polskiej Akademii Nauk w Poznaniu przy ul. Mielżyńskiego, na osobisty wniosek profesorów Gerarda Labudy, Witolda Michałkiewicza i Macieja Wiewiórowskiego, którzy udali się w tym celu do prezydenta Andrzeja Wituskiego z propozycją konkretnej działki, na której jednak wcześniej znajdował się cmentarz żydowski, od dawna nieistniejący. Gmina żydowska nie stwarzała w tym zakresie żadnych problemów, natomiast protestowały władze Teatru Wielkiego, myśląc o budowie w tym miejscu magazynu dekoracji. Oddział miał tu swoją siedzibę do roku 2019.

## Okolica
Ośrodek sąsiaduje z budynkiem Teatru Wielkiego i dawnym pensjonatem Apolinarego Jana Michalika. Naprzeciw niego znajdują się budynki Wielkopolskiego Urzędu Wojewódzkiego i Urzędu Marszałkowskiego Województwa Wielkopolskiego oraz kościół Dominikanów. Niedaleko głównego wjazdu do budynku stoi pomnik Polskiego Państwa Podziemnego. W tym samym rejonie znajdują się także: zespół domów profesorskich przy ul. Libelta oraz zespół domów urzędniczych przy ul. Kościuszki.